# Нема миру під оливами
Нема миру під оливами (італ. Non c'è pace tra gli ulivi) — чорно-білий італійський драматичний фільм неореалістичного напрямку про події у гірській місцевості Італії у перші роки після другої світової війни.

## Сюжет
Франческо Доменічі, який щойно повернувся з фронту, три роки воював і був ув'язненим ще три роки, має єдину роботу — роботу пастуха. У його сім'ї колись було 20 овець, але під час його відсутності їх майже всіх вкрав інший пастух, Агостіно Бонфільо, якому тепер належить 200 овець.
Переконуючи себе приказкою «Хто краде те, що належить йому, не є злодій», Франческо розробляє план повернення своїх овець. Залучає всю свою сім'ю і переконує сусідську дівчину Лючію, яка закохана в нього, також слідувати за ним. Лючія заручена з Агостіно, але, тим не менш, завжди живила сильні почуття до Франческо: вона була єдиним свідком крадіжки овець, доконаної Агостіно у сім'ї Франческо.
Одного разу вночі все вівці Агостіно були вкрадені. Бонфільо відправляється на пошуки злодіїв, але Франческо тікає від нього: він знаходить прихіст у сестру Марії Грації. Агостіно обвинувачує Франческо, якого заарештували на наступний день. На суді пастухи, покликані давати показання з боку захисту, одноголосно стверджують, що вівці належать Агостіно. Франческо довіряє Лючії, сподіваючись, що вона скаже правду, але і дівчина зраджує його, кажучи під присягою, що вона нічого не знає; Франческо засуджений до чотирьох років позбавлення волі.
В день весілля Агостіно з Лючією усе місто дізнається, що у Агостіно має Марію Грацію за коханку. Лючія відмовляється слідувати за нареченим в новий будинок, і шлюб, укладений, але не завершений, скасовується. Щоб виправити скандал, мати Агостіно вирішує прихистити молоду дівчину в своєму будинку. Агостіно, однак, заявляє, що в такому випадку вона буде жити, як служницю. Що стосується Лючії, вона повертається жити до своїх батьків.
Франческо тим часом вже знаходиться не в тюрмі: йому вдається втекти з сусідом по камері. Люсія, як тільки дізнається, залишає дім свого батька і відправляється на пошуки Франческо.
Агостіно впевнений в своїй правоті: втеча суперника не триватиме довго, оскільки карабінери прочісують всю територію. Але Франческо знаходить притулок у пастухів і йому вдається дістати рушницю. З Лючією він прибуває в будинок Агостіно.
Бонфіліо тікає із шмайсером у руках. Тільки Марія Грація залишилася з ним. Навіть пастухи, які колись були куплені Агостіно, тепер відвернулися від нього і не погодилися дати притулок навіть за гроші.
Під час втечі Агостіно втрачає самовладання і при перших ознаках нервового розладу Марії Грації вбиває її, задушивши її руками.
Франческо далі переслідує Агостіно, змушуючи його витрачати патрони даремно. Коли вони нарешті дісталися один одного, Агостіно виявляє, що патрони закінчилися. Зневірившись, він кидається з кручі і гине.
У цей момент карабінери прибувають, і Франческо готовий дозволити себе заарештувати, але сержант зрозумів, що справжнім винуватцем всього є Агостіно, тому він обіцяє, що справа буде переглянута. У цей момент Франческо нарешті знову може сподіватися на нове, більш справедливе життя разом з Лючією.

## У ролях
- Раф Валлоне — Франческо
- Лючія Бозе — Лючія
- Фолько Луллі — Агостіно Бонфільо

## Критика
Джанні Рондоліно в каталозі італійського фільму «Болаффі», том 1, 1969, «Третій фільм Де Сантіса — соціальна історія, в якій в разі боротьби індивіда з конформістської і страшною, асоціальної і індивідуалістичної колективністю єдиним можливим рішенням проти несправедливості і ненависті, насильства і егоїзму є класова солідарність. Таким чином, фільм стає свого роду програмним і пропагандистським дискурсом, що переплітається з фактами і персонажами, які його коментують, але без ефективної художньої автономії він не розтягується в поетичній історії, він не змушує головних героїв історії жити, а обмежується наданням проблеми і її рішення».